# Àudio digital

Una ona sonora, en gris, mostrejat al llarg del temps

L'àudio digital és aquell que utilitza senyals digitals per a la reproducció de so. Això inclou la conversió d'analògic a digital, la conversió de digital a analògic, l'emmagatzematge i la transmissió.
Des dels cilindres de fonògraf fins als cassets, l'emmagatzematge i reproducció de música analògica s'han basat en els mateixos principis en què es basa l'oïda humana. En un sistema d'àudio analògic, els sons es basen en ones físiques a l'aire, que es transformen en la representació elèctrica de l'ona, mitjançant un transductor (per exemple, un micròfon), i es desen i es transmeten en termes numèrics discrets. El senyal electrònic es codifica mitjançant el sistema binari. Per a tornar a obtenir un so, es reverteix el procés, mitjançant l'amplificació i la reconversió a ones sonores físiques a través d'un altaveu. Tot i que se'n canvia la natura, les característiques fonamentals de l'ona no es canvien durant el seu emmagatzematge, transformació, duplicació i amplificació. Tots els senyals d'àudio analògics són susceptibles de rebre soroll i distorsió, degut a la presència inherent de soroll als circuits electrònics.
La cadena de l'àudio digital comença quan un senyal d'àudio analògic es converteix en senyals elèctrics (polsos digitals) en lloc de senyals electromecànics. Aquest senyal després es codifica per a prevenir qualsevol error que pogués aparèixer durant l'emmagatzematge o transmissió del senyal.
Els primers suports de gravació digital sorgiren a principis dels anys 80. El més important d'ells ha estat el Compact Disc (CD), però també tendran importància el minidisc, la cinta d'àudio digital (DAT) i el casset compacte digital (DCC). Altres suports importants, que no admeten únicament àudio digital, són el disc dur i les targetes SD.

## Paràmetres de la conversió de l'àudio: analògic-digital
Vegeu també: Convertidor analògic-digital.
L'àudio digital treballa solament sobre el domini discret, mentre que el coneixement científic sobre el so és essencialment analògic, essent per tant un senyal contuinu. Així, el pas del so a àudio digital suposa la representació d'aquest en sistema binari. Els paràmetres d'aquesta conversió són:
- Nombre de canals: 1 si és monoaural, 2 si és estereofònic, 4 si és quadrofònic, per exemple.[5]

- Mostratge: procés mitjançant el qual es passa d'un senyal continu a un conjunt de punts discrets en el temps. És important que els intervals temporals entre cada mostra no siguin molt grans, ja que sinó es perdria informació.[4]

- Freqüència de mostratge: nombre de mostres per unitat de temps que es prenen d'un senyal analògic per produir un senyal discret. Generalment s'expressa en hertzs (cicles per segon; símbol: Hz).[6] Com més alta, menys informació es perdrà.[4] És important la freqüència de Nyquist.
- Resolució, nombre de bits per mostra[5] o profunditat de bits: qualitat del mostratge. Una profunditat de bits major permetrà una representació digital més detallada de l'àudio analògic. Un sistema amb una resolució de 4 bits tendrà tan sols 16 valors diferents de senyal (24); un de 16 bits, 65536 valors diferents (2¹⁶). Aquest paràmetre dependrà de la resolució del convertidor.[4]
- Codificació: assignació d'un codi binari a cada un dels valors possibles del mostratge. El codi usat per codificar i descodificar aquesta informació s'anomena còdec i determina: el nombre de canals, la freqüència de mostratge, la resolució i la taxa de bits (bit rate).[4]
- Rang dinàmic: la proporció de màxims i mínims nivells de senyal entre els que s'exigeix que es mantengui una proporció d'error especificada.

## Formats
En aquest apartat, es poden trobar dos arxius d'àudio diferents.
Arxius digitals sense comprimir
- Pcm: No es un arxiu, es una tècnica de transformació d'àudio analògic a digital sense cap tipus de comprensió

- WAV: el format més utilitzat en els ordinadors amb Windows. Amb una excel·lent qualitat d'àudio. Es sol emmagatzemar en fragments molt petits (3 a 4 segons), ja que aquest format pesa molt. S'utilitza principalment per emmagatzemar àudios originals que després es podran comprimir en altres formats.

- AIFF: Similar al WAV però per les computadores de Apple.

- CDA: Són les pistes d'àudio que queden gravades en un disc compacte

La seva utilització es professional, gràcies a la seva qualitat d'àudio. Però, son de gran mida. Aquest arxius son utilitzat quan els àudios son curts o molt simples, per fer pistes llargues no s'utilitzen. Això és degut al mida dels propis arxius.
Arxius digitals comprimits
És a dir, la compressió dels quals elimina certa quantitat d'informació, podent-se generar pèrdues de qualitat.
- MP3: El mes comú i el mes utilitzat, pot fer comprensions sense molta perduda de qualitat. És molt fàcil de gravar en aquest format i presenta un gran nivell de compressió. La seva utilització es més per a la publicació d'àudios en la web, i a més, es pot escoltar des de quasi qualsevol reproductor

- OGG: Similar a l'MP3, però aquests són més utilitzats en webs professionals i alguns reproductors, ja que no s'ha de pagar patents.

- AAC: un millor nivell de comprensió que el mp3. Aquest format és utilitzat en reproductors IPod o similars

- RAM: Arxius amb una software limitat per la seva pròpia empresa.

- WMA: Format fet per Windows per unir-se a la competència dels arxius digitals comprimits, amb una mida més reduïda que el MP3, però amb menys disposició a l'hora de poder utilitzar-se en reproductors

- AA3: El mateix que el WMA, però aquesta va ser inventat per SONY

- ALTRES: mmf o amr. Aquest són els formats que utilitzades els tons de trucada del mòbil o les alarmes.[7][8]

Aquests formats, son el que fa servir tothom. Ja que, mostren un bon equilibri entre la mida dels arxius i la qualitat d'àudio que disposen.

## Maquinari per a àudio digital[6]
- Targeta de so, que permet la reproducció, enregistrament, síntesi i processament d'àudio digital.
  - Targetes integrades en la placa base
  - Targetes de so 3d, que presenten la capacitat de so 3D envoltant.
  - Targetes semiprofessionals.

## Avantatges de l'àudio digital enfront de l'analògic
- Els sons enregistrats sobre suports digitals no perden qualitat amb el pas del temps ni amb el seu ús.
- Generalment, la qualitat d'àudio digital és major que la de l'àudio analògic.
- El tractament i l'edició és més senzilla i ofereix més possibilitats.
- Poden realitzar-se infinites còpies sense perjudicar l'original.[2]